# Léon Bourgeois
Pour les articles homonymes, voir Bourgeois.
Léon Bourgeois, né le 29 mai 1851 à Paris et mort le 29 septembre 1925 au château d’Oger (Marne), est un homme d'État français.
Issu d'une famille modeste et républicaine, Léon Bourgeois commence sa carrière dans l'administration, qu'il quitte après son élection à la Chambre des députés en 1888. Radical, il exerce ensuite plusieurs fonctions ministérielles.
En 1895, il est nommé président du Conseil des ministres, formant le premier gouvernement radical homogène, avec le soutien des républicains modérés. Il démissionne six mois après son investiture, en raison de la contestation de sa politique par le Sénat.
Législateur aguerri, il est l'un des rares hommes politiques à avoir présidé les deux chambres du Parlement français. Il est considéré comme l'inspirateur et le théoricien du solidarisme.
En 1920, il devient président du premier Conseil de la Société des Nations, ainsi que lauréat du prix Nobel de la paix.

## Biographie

### Famille et études

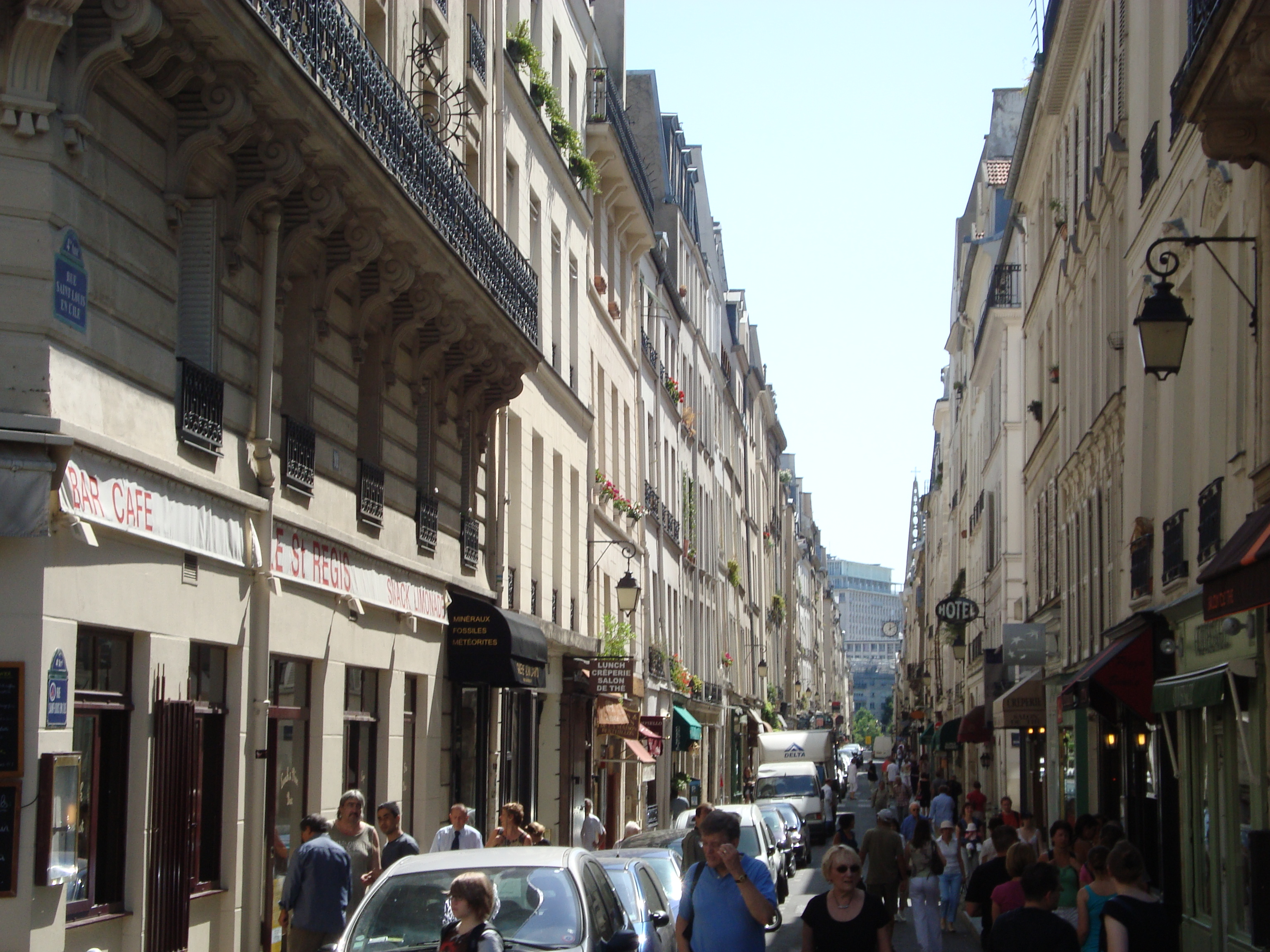
Léon Bourgeois est né au 12 rue Saint-Louis-en-l'Île, à Paris.

Léon Bourgeois est le fils de Marie Victor Bourgeois, horloger, et Augustine Euphrosine Élise Hinoult. Il naît le 29 mai 1851 au 12 rue Saint-Louis-en-l'Île, à Paris. Il grandit dans une famille républicaine et commence ses études à l’institution Massin. Il entre en 1859 au lycée Charlemagne, dont il préside l'association des élèves. Après l’obtention de son baccalauréat ès lettres et ès sciences, il entre à la faculté de droit de Paris. Il se porte volontaire en 1870 pour défendre Paris. Brigadier-fourrier dans la légion d’artillerie, il est deux fois médaillé[réf. nécessaire] pour la défense du fort de l'Est. À la fin de la guerre, il reprend ses études. À vingt et un ans, il obtient sa licence de droit avec une thèse sur l’« acte public ». Léon Bourgeois a de multiples centres d’intérêt : la philosophie, l’art. Il se passionne notamment pour le sanskrit. En 1875, il rejoint le cabinet de l'avocat Albert Christophle ; la même année, il accède au poste de secrétaire de la conférence du stage. Il soutient sa thèse de doctorat — sur les chemins de fer à voie étroite et sur accotements — le 5 avril 1876.
Le 18 avril 1876, il se marie avec Virginie Marguerite Sellier, une Châlonnaise née cinq jours après lui. Son beau-père, Jules Auguste Eugène Sellier, est propriétaire-vigneron à Oger dans la Marne. La femme de Léon Bourgeois, rencontrée par l'intermédiaire de l'avocat et président du conseil général de la Marne Désiré Médéric Leblond, est issue d'une famille plus fortunée que lui. Ils auront deux enfants : Georges, né le 16 janvier 1877, et Hélène, née le 27 avril 1879.

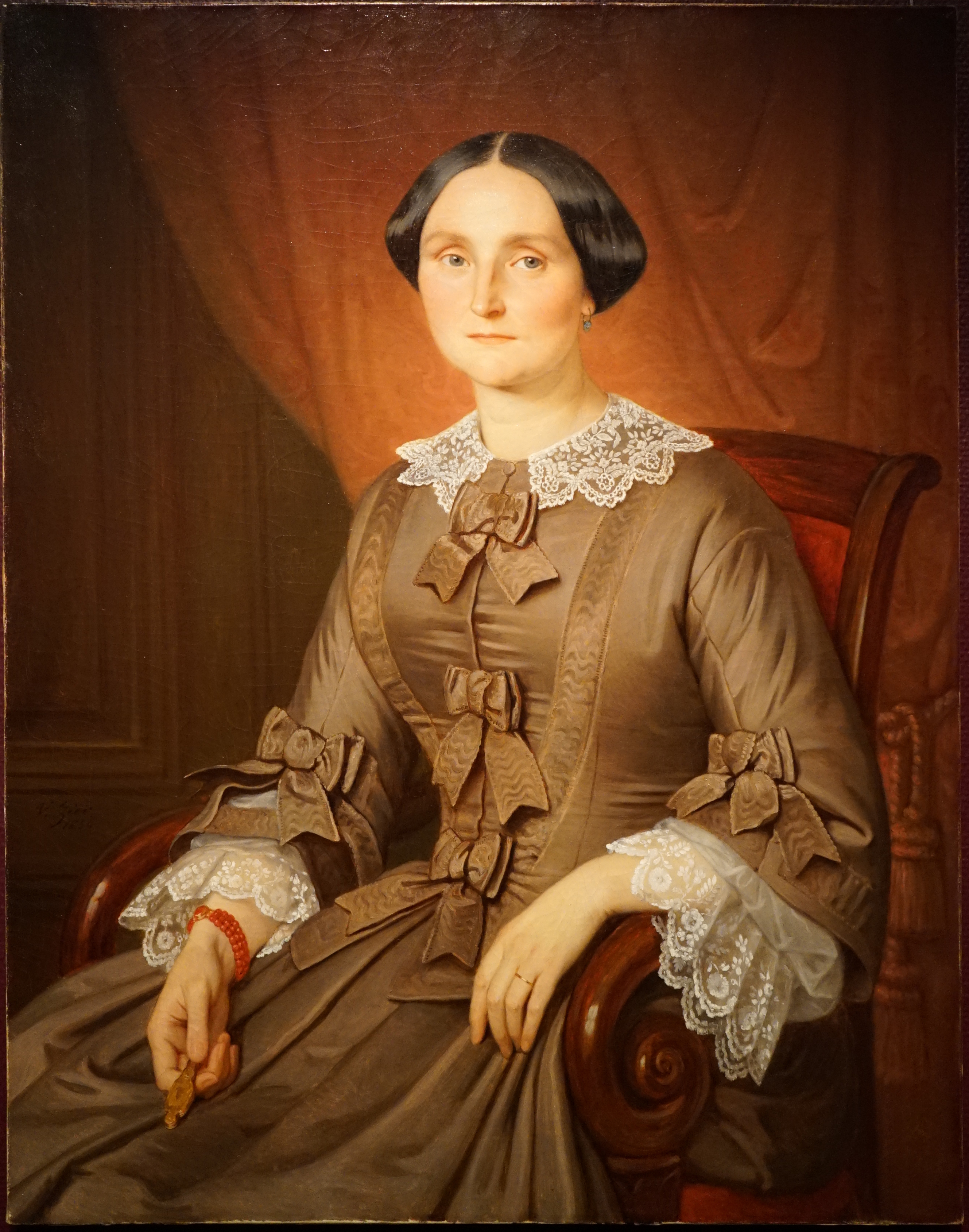
Augustine et Victor Bourgeois
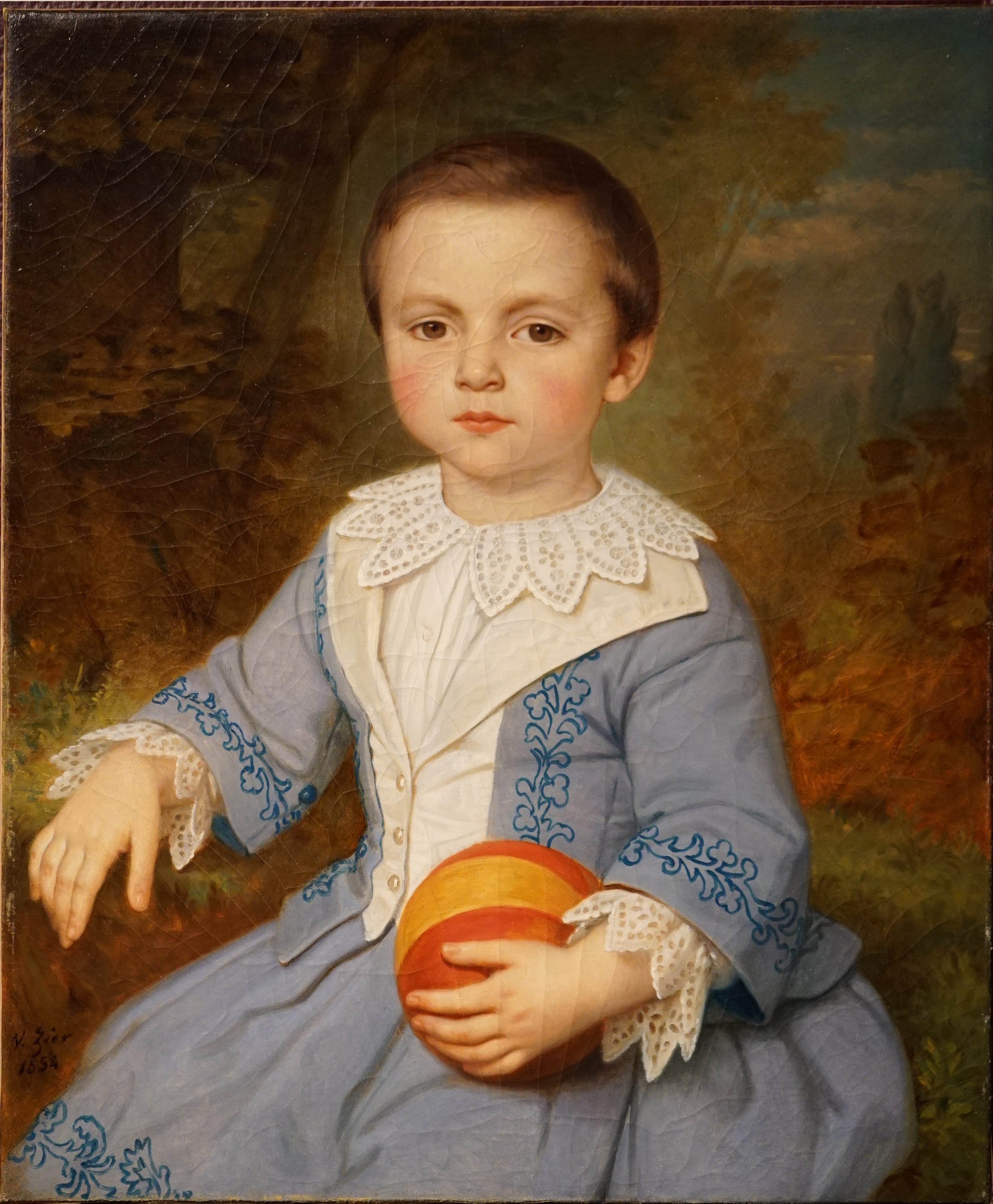
leur fils Léon,
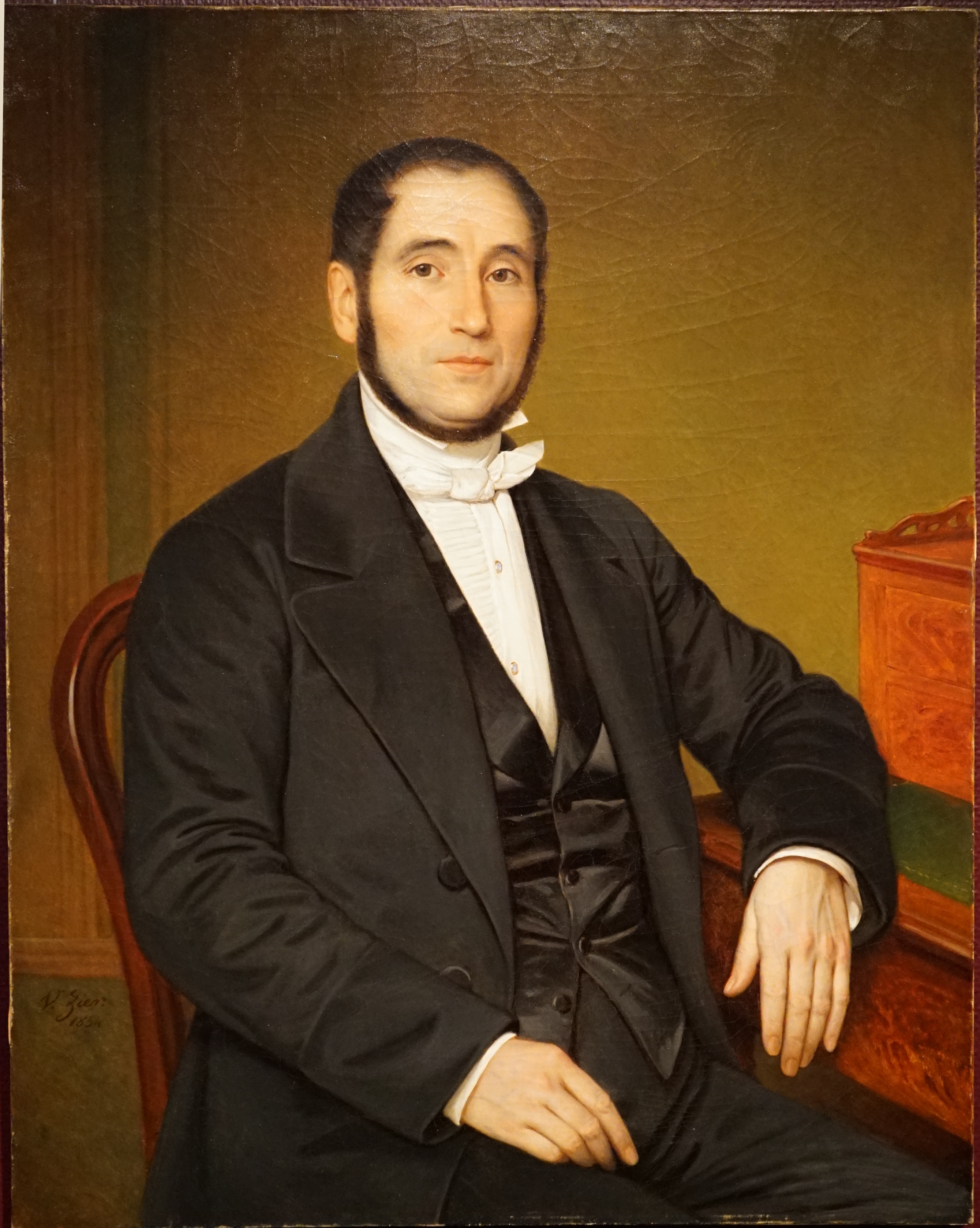
par Victor Casimir Zier.

### Carrière administrative

#### Débuts dans l'administration
En 1876, il préfère l’administration au métier d’avocat et intègre le ministère des Travaux publics, comme sous-chef du contentieux. C’est alors que Albert Christophle en est le ministre. Après la démission du ministère Simon, le président Mac Mahon nomme un gouvernement de droite dirigé par Albert de Broglie. De nombreux fonctionnaires sont alors révoqués au sein des ministères pour « républicanisme », Léon Bourgeois fait partie de ceux-ci. Lors des élections législatives qui suivent, il aurait fait campagne pour Albert Christophle dans l’Orne (dans la circonscription de Domfront).
Lorsque les républicains reviennent au pouvoir, Léon Bourgeois demande au ministère de l’Intérieur — par le biais de Christophle — à devenir secrétaire général de préfecture. Avec l’aide des relations de sa belle-famille et de Désiré Leblond, on lui trouve en décembre 1877 un poste à Châlons-sur-Marne, d’où est originaire sa femme, auprès du préfet de la Marne Paul Duphenieux. Soutenu à nouveau par Désiré Leblond, mais aussi par Eugène Courmeaux, et l’ensemble du conseil général, dont son beau-père fut membre, il est nommé sous-préfet de Reims par Ernest Constans le 17 novembre 1880. À ce poste, il pacifie les relations tendues entre la municipalité rémoise et la préfecture. Durant l’été 1882, il est initié à la loge maçonnique « la Sincérité », membre du Grand Orient de France. Il devient après deux mois compagnon et maître. Cette ascension rapide est probablement due à sa nomination dans le Tarn où il ne devait pas être un simple apprenti.

#### Préfet du Tarn
Le 8 novembre 1882, il est officiellement nommé préfet du Tarn par Armand Fallières. Dans le Tarn, il fait d’abord face aux catholiques tarnais opposés au manuel scolaire Éléments d’éducation civique et morale de Gabriel Compayré, qui défend le mariage civil. Le clergé menace de ne pas communier les enfants utilisant ce manuel et l’ouvrage est mis à l’Index par le Vatican. En février 1883, Léon Bourgeois retire leur salaire à cinq prêtres et limoge le maire de Lavaur. De plus en plus d’enfants quittent l’école publique et Bourgeois révoque d’autres maires et prêtres. En juin 1883, un compromis est finalement trouvé entre le gouvernement et le clergé. Certains trouvent Bourgeois trop favorable aux républicains et il s’estimera plus tard « [avoir] été battu » lors de cet épisode.
Au mois de février 1883, une grève des mineurs éclate à Carmaux, dans le Tarn. La direction demande aux forces de l’ordre d’intervenir, mais Léon Bourgeois s’y oppose trouvant cette solution comme disproportionnée. Il juge qu’elle entraînerait une déception vis-à-vis de la République parmi les mineurs et les pousserait vers le socialisme. Préférant le dialogue et le droit à la force, il se place alors comme médiateur entre les ouvriers et les propriétaires des mines. Après quatre tentatives d’accord ayant échoué, Léon Bourgeois se rend à Paris pour rencontrer le conseil d’administration des mines, fait « insolite » pour l’époque. Voyant que la direction ne fera plus de concessions, il encourage les ouvriers à reprendre le travail après six semaines de grève. Il assiste à l’assemblée générale des grévistes, qui suivent son conseil et le remercient de son aide, malgré la faible augmentation des salaires. Pour son rôle pacificateur, les parlementaires du Tarn demandent que lui soit remise la Légion d’honneur, dans une lettre du 6 avril 1883 adressée au ministre de l’Intérieur Pierre Waldeck-Rousseau. Le 24 avril, il est nommé par décret chevalier de la Légion d’honneur et est décoré le 31 mai à Paris.

#### Retour à Paris

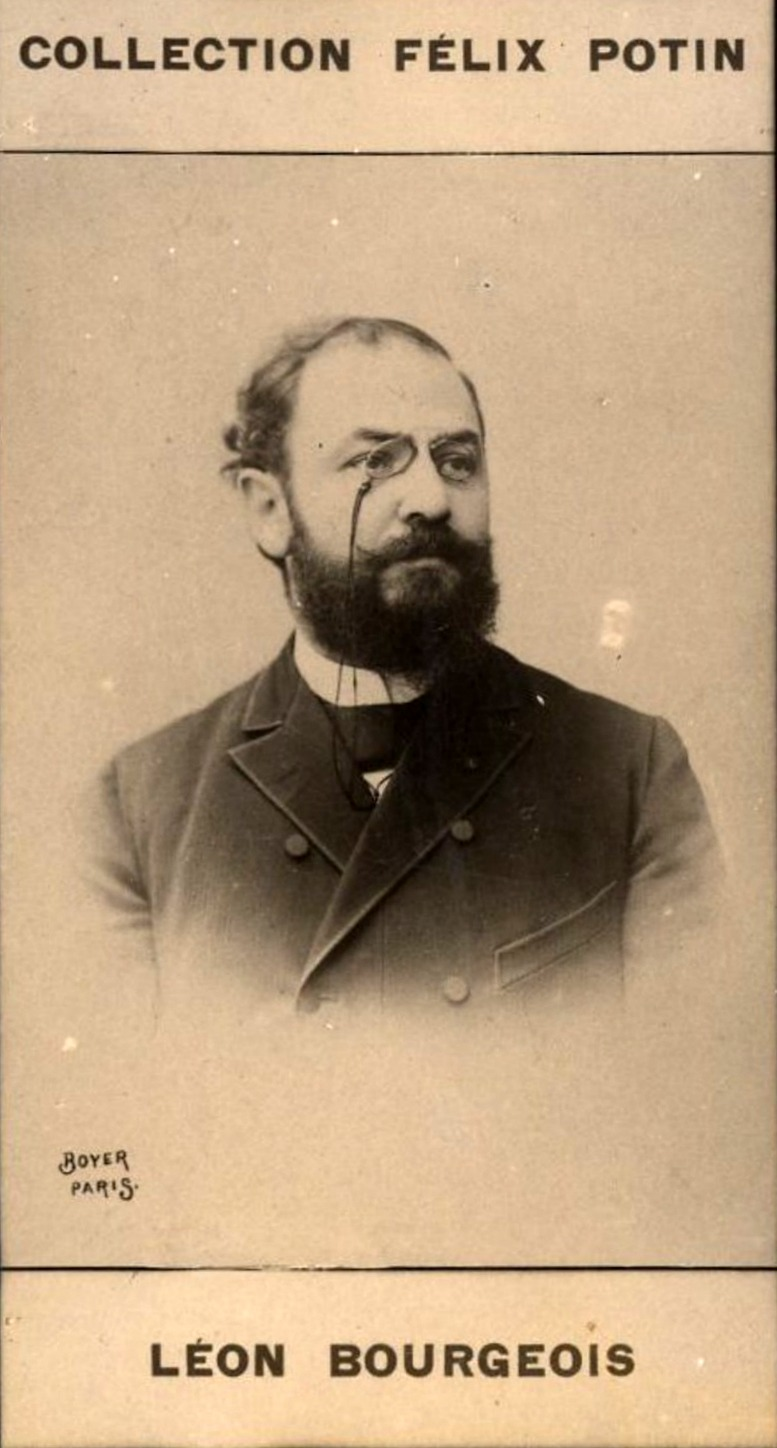
Léon Bourgeois, collection Félix Potin (vers 1900).

En raison de la maladie de son père qui décédera peu après, il demande en août 1883 à se rapprocher de la capitale. Lucien Pasquier, un ancien collègue, l’appuie pour le poste de secrétaire général de la Seine, qu’il avait lui-même décliné en raison de problèmes de santé. Trois jours après sa nomination, il entre en fonction le 22 octobre. À ce poste, il entretient des relations tendues avec le préfet Eugène Poubelle. Le 28 novembre 1885, il est nommé préfet de la Haute-Garonne et prend ses fonctions le 7 décembre ; il le reste jusqu’en novembre 1886. Il refuse d’être candidat aux législatives dans la Marne ainsi qu’une proposition de fonction à Annam. Il est ensuite affecté en tant que directeur du personnel et du secrétariat au sein du ministère de l’Intérieur à Paris ; moins d’un mois plus tard, il prend le poste de directeur des affaires départementales.
En janvier 1887, il devient assistant du président du Conseil René Goblet, sur le budget, en tant que conseiller d’État extraordinaire. Il est promu officier de la Légion d’honneur par un décret du 13 juillet. Il la reçoit de Louis Herbette le 27 août. Celui-ci lui propose le poste de préfet de police de Paris, mais il estime la fonction comme étant la « plus antipathique ». Il rejoint finalement la préfecture de police au mois de novembre, après la démission d’Arthur Gragnon à la suite du scandale des décorations. Cette affaire pousse également à la démission le président Jules Grévy et des manifestations ont lieu dans la capitale en parallèle de l’élection présidentielle. Léon Bourgeois y fait maintenir l’ordre « sans effusion de sang », mais son travail affecte sa santé.

## Parcours politique

### Ascension
À nouveau sollicité par les radicaux et les opportunistes marnais pour être député, Léon Bourgeois est candidat pour l’élection partielle du 26 février 1888, due à l’élection au Sénat de Camille Margaine. Opposé au cumul des fonctions, il promet renoncer à son poste de préfet de police s’il est élu. Atteint d’un « grave embarras gastro-intestinal » et toujours préfet, il effectue peu de déplacements dans le département. Les conservateurs ne lui opposent pas de candidat : ils estiment qu’à un an des élections et qu’étant minoritaires, un élu de plus ne changerait pas leur situation. Ils recommandent le vote blanc ou nul. Certains estiment qu’ils veulent laisser le champ libre au général Boulanger qui se présente dans plusieurs départements dont la Marne. Critiqué par Le Journal de la Marne, Léon Bourgeois insiste sur sa relative implantation locale : sur les cinq ans passés dans l’administration marnaise, mais aussi sur le prestige de sa belle-famille châlonnaise. Il est élu avec 48 050 voix, soit 65 % des suffrages, contre 16 167 au général Boulanger ; 9 695 bulletins portent sur d’autres noms.
Membre du groupe de la Gauche radicale, il est nommé sous-secrétaire d’État dans le gouvernement Charles Floquet (1888-1889) puis, élu député de Châlons-sur-Marne en septembre 1889, occupe, à partir de 1890, des postes ministériels importants. Il est réélu à Châlons-sur-Marne en 1893, 1898 et 1902.

### Président de la Chambre

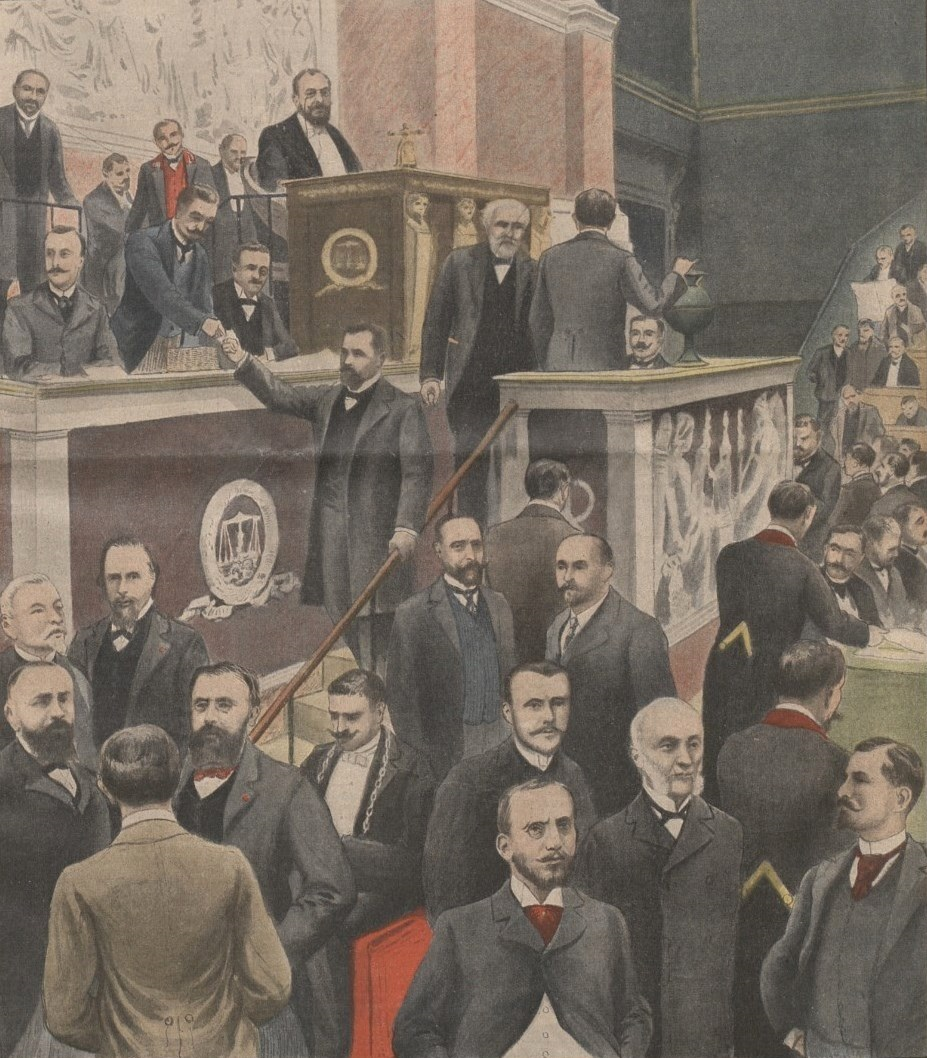
Léon Bourgeois lors de son installation à la Chambre des députés (Le Petit Journal, supplément illustré).

À la suite de la victoire du Bloc des gauches aux élections législatives de 1902, Léon Bourgeois refuse de succéder à Pierre Waldeck-Rousseau à la présidence du Conseil. Il brigue cependant le perchoir de la Chambre des députés. Le 1er juin 1902, au moment de l'élection du président provisoire de l'assemblée, il l’emporte par 303 voix contre 267 pour le sortant Paul Deschanel. Cinq jours plus tard, il est confirmé lors de l'élection du président définitif.
Réélu l’année suivante, il ne brigue pas un troisième mandat, le 12 janvier 1904, pour raisons familiales. Le radical Henri Brisson lui succède.
Le 8 juillet 1905, les congressistes du Parti républicain, radical et radical-socialiste le nomment par acclamation membre du comité exécutif de cette formation politique.

### Possible candidat à l’Élysée
À la fin de l'année 1912, la succession d'Armand Fallières à la présidence de la République se prépare. Si les prétendants à la magistrature suprême ne manquent pas, Léon Bourgeois fait partie des favoris dans la course à l’Élysée. Dans ses mémoires, le président du Conseil d’alors, Raymond Poincaré, voit en Bourgeois un « républicain résolu, patriote éprouvé » ayant a priori toutes les qualités requises pour cette haute fonction, et se dit persuadé qu'il serait « impossible de trouver meilleur président » que lui. Mais, en dépit de la pression de ses partisans, Léon Bourgeois refuse de se présenter à l’élection présidentielle de 1913 en raison d’ennuis de santé.

### Responsabilités ministérielles
En mai 1888, soit quelques semaines après son élection, Léon Bourgeois devient sous-secrétaire d'État à l'Intérieur du gouvernement Floquet. Débute alors une longue carrière gouvernementale. Le cabinet Floquet tombe en février 1889. Un an plus tard, il est nommé ministre de l'Intérieur au sein du ministère Tirard. Il se voit ensuite attribué le portefeuille de l'Instruction publique et des Beaux-arts sous les cabinets de Freycinet et Loubet. Dès décembre 1892, il occupe le poste de ministre de la Justice au sein des deux premiers gouvernements Ribot.

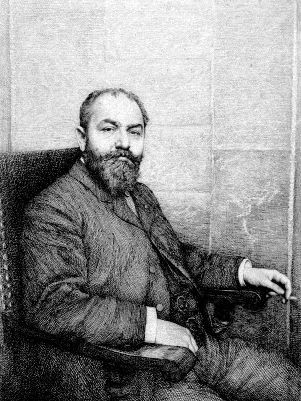
Portrait de Léon Bourgeois paru dans L'Artiste en 1897.

Le 1er novembre 1895, Léon Bourgeois accède à la présidence du Conseil. Son gouvernement est pour la première fois composé de ministres exclusivement radicaux. Sept de ses ministres sont, tout comme lui, francs-maçons. Il désire instaurer une politique de solidarité, issue du programme radical, dont l'organisation des retraites ouvrières. Cependant, il rencontre une forte opposition sur sa droite. La Chambre s'oppose à son projet d'impôt général sur le revenu ainsi que celui sur les associations, prélude à une séparation des Églises et de l'État, et le Sénat rejette ce qu'il considère comme une « inquisition fiscale ». Il démissionne le 23 avril 1896, à la suite du refus du Sénat de lui apporter des crédits pour l'expédition de Madagascar. En réalité, les sénateurs ont sanctionné le refus du ministre des Finances, Paul Doumer, de retirer le projet d’impôt sur le revenu. Léon Bourgeois sera ainsi l'un des rares présidents du Conseil à se retirer face au Sénat,.
Sa carrière au sein du gouvernement ne s'arrête pas pour autant. Il redevient ministre de l'Instruction publique et des Beaux-arts dans le second cabinet Brisson de 1898. En 1906, il est ministère des Affaires étrangères du gouvernement Sarrien. En 1912, il devient ministre du Travail et de la Prévoyance sociale du cabinet Poincaré. À l'aube de la Première Guerre mondiale, il retrouve son ministère des Affaires étrangères (cabinet Ribot). Il est par la suite ministre d’État sous le gouvernement Briand en 1915, puis à nouveau ministre du Travail et de la Prévoyance sociale dans le cabinet Ribot de 1917 puis une deuxième fois ministre d’État, cette fois-ci en tant que membre du comité de guerre, dans le ministère Painlevé à l'automne 1917.
Élu sénateur de la Marne en 1905, il joue un rôle important dans le vote de la loi sur les Retraites ouvrières et paysannes en 1910. Ministre des Affaires étrangères, il représente la France à la conférence d'Algésiras (1906) réunie à la suite de la crise de Tanger. Il participe, au nom de la France, à la commission de la SDN lors de la conférence de la Paix réunie à Paris à l'issue de la Première Guerre mondiale. Il tente, sans succès, de faire adopter des dispositions visant à rendre la future Société des Nations plus efficace en cas de conflit armé. Il devient le premier président de la nouvelle organisation internationale en 1919 et où il est en faveur du Principe de l'égalité des races. Cette volonté de réguler les relations entre États lui vaut le prix Nobel de la paix en 1920.

### Président du Sénat

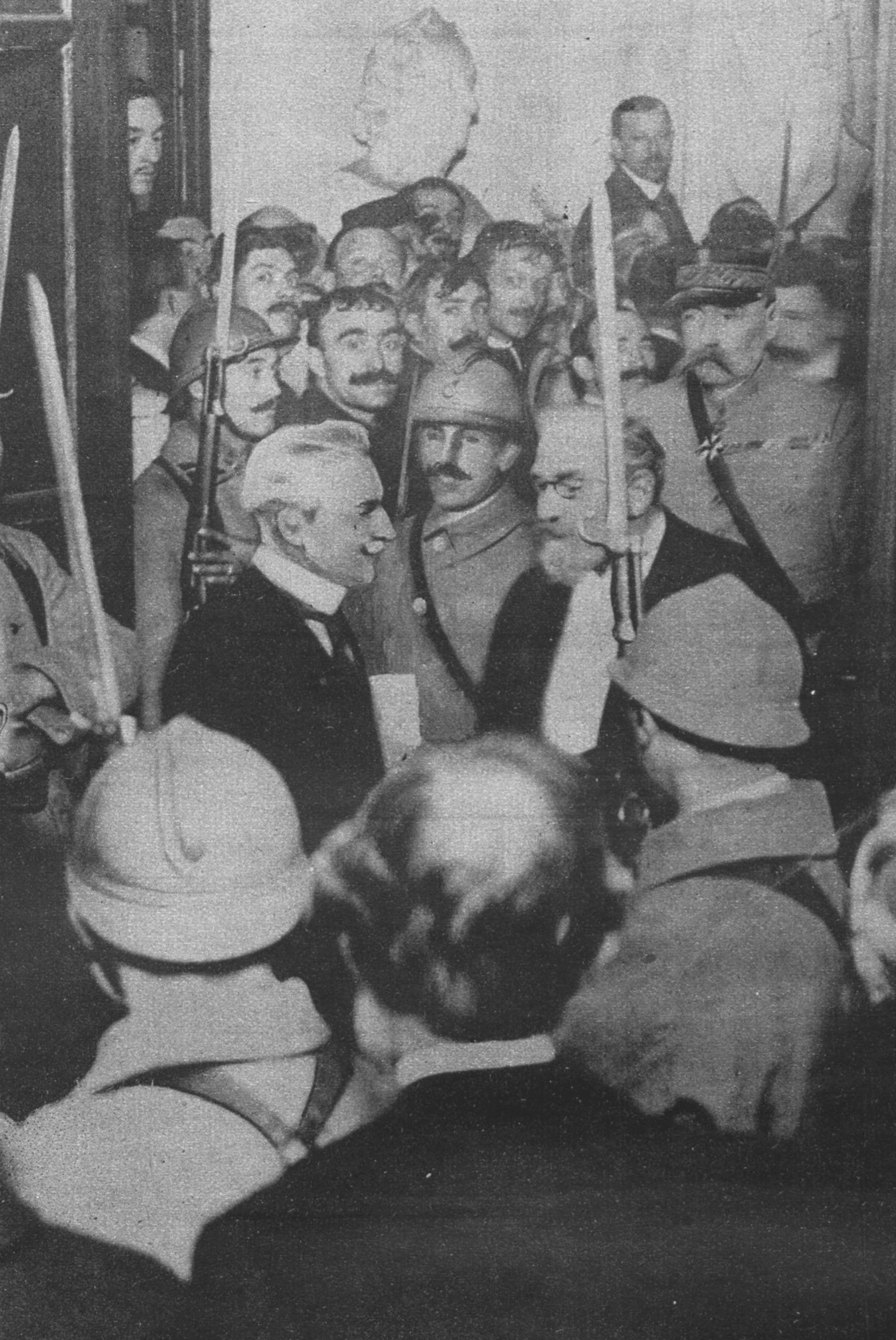
Léon Bourgeois félicitant Paul Deschanel pour son élection à l’Élysée (château de Versailles, 17 janvier 1920).

Le 14 janvier 1920, à l'issue du second tour de scrutin, Léon Bourgeois est élu président du Sénat par 147 voix contre 125 pour le président sortant de la chambre haute, Antonin Dubost. C'est la première fois, sous la IIIe République, qu'un homme aura été appelé, durant sa carrière publique, à présider les travaux des deux chambres du Parlement que sont la Chambre des députés et le Sénat, puisque Bourgeois présida la chambre basse entre 1902 et 1904. Après cette élection, Léon Bourgeois avait estimé, dans un bref discours inaugural, que son élection consacrait « le représentant de la France au conseil de la Société des nations », auquel ses collègues avaient donné « un surcroît de force et d'autorité ».
Trois jours seulement après son élection, il doit présider le Congrès de Versailles qui doit élire le onzième président de la République française ; après avoir présidé le scrutin, c'est à Bourgeois qu'il revient de proclamer Paul Deschanel élu chef de l'État. Après la démission, le 21 septembre suivant, du président de la République pour des raisons de santé, il préside à nouveau le Congrès qui élit Alexandre Millerand à la magistrature suprême.
Le 13 janvier 1921, Bourgeois est confortablement réélu à la présidence du Sénat, par 224 voix, sans adversaire. Un an plus tard, le 12 janvier 1922, c'est également sans concurrent qu'il est reconduit à cette fonction, par 207 suffrages.

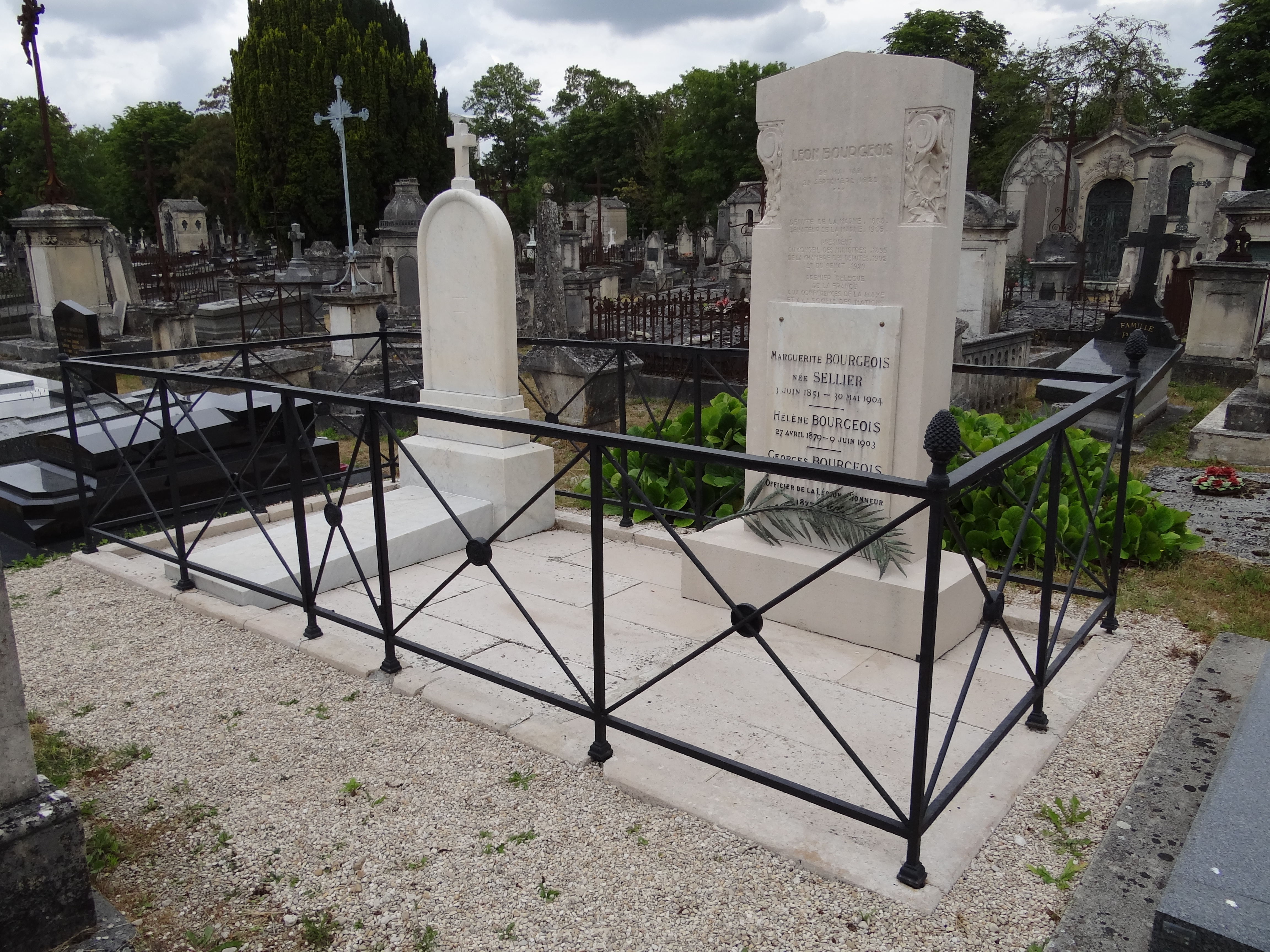
La tombe de Léon Bourgeois au cimetière de l'ouest de Châlons-en-Champagne (Marne).

Progressivement affaibli par une cécité partielle, il renonce au « plateau » le 22 février 1923 bien qu'il ait été réélu le 9 janvier précédent, avec 217 voix sans adversaire ; c'est Gaston Doumergue qui lui succède. La présidence de la chambre haute était la plus haute fonction de la IIIe République qui lui ait été confiée de sa carrière. Le 29 septembre 1925, Léon Bourgeois, âgé de 74 ans, s'éteint au château d'Oger.

## Doctrine

### Radicalisme et solidarisme

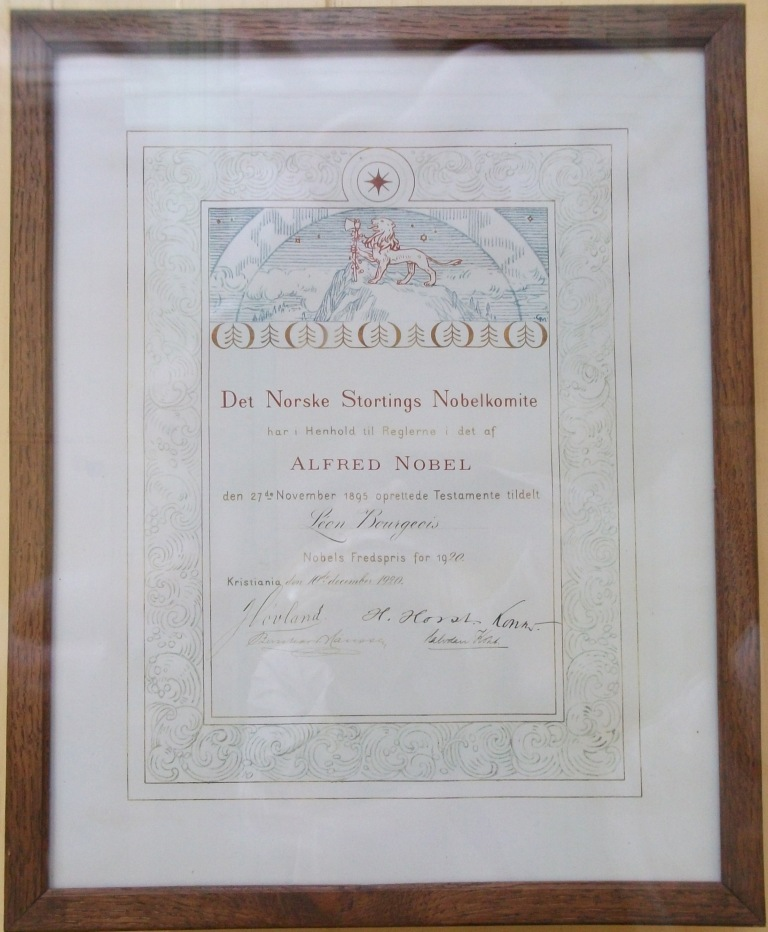
Son diplôme de Nobel de la Paix en 1920, musée des beaux-arts et d'archéologie de Châlons-en-Champagne.

On tient Léon Bourgeois pour l'un des théoriciens du radicalisme, et notamment de sa doctrine sociale. Son programme politique, le « solidarisme », se voulait une « synthèse » entre le libéralisme et le socialisme, mais qui leur serait « supérieure ». Sa doctrine s'opposait à la fois au laisser-faire prôné par les libéraux et au collectivisme des socialistes, dont la montée dans l'opinion, et surtout chez les ouvriers, inquiétait les radicaux.
Dans son ouvrage Solidarité, publié pour la première fois en 1896, il présente la solidarité comme le principe central de sa doctrine ; une solidarité aussi bien entre les hommes qu'entre les générations. Pour lui, « l'individu isolé n'existe pas ». Les hommes sont interdépendants et ont tous une dette envers la société, qui leur a permis de s'épanouir. Mais puisqu'ils ne disposent pas des mêmes avantages, cette dette ne peut être la même pour tous. Pour Léon Bourgeois et les solidaristes, un « quasi-contrat » est passé à la naissance entre les hommes, dont ils héritent des droits et des devoirs, qui évoluent selon la réussite. Ce contrat est la reconnaissance d'une dette vis-à-vis de la société, qui nous a éduqués, mais aussi vis-à-vis des générations futures à qui l'on doit le progrès humain. L'homme n'est réellement libre que lorsqu'il se sera acquitté de cette dette. Il expose cette idée de « devoir social » dans La Revue nouvelle.[réf. nécessaire]
La philosophie de la solidarité, selon Bourgeois, peut seule favoriser la construction d’une République de la main tendue contre le poing fermé, de la mutualité « règle suprême de la vie commune » contre la charité réduite à une « pitié agissante ». Le solidarisme se montre ainsi favorable au mutualisme et à la prévoyance sociale, que l’État doit encourager. C’est au nom de la solidarité que Léon Bourgeois défendit le principe de l’impôt sur les successions, sur les revenus et la mise en place d'une retraite pour les travailleurs.
Il est difficile de classer le solidarisme dans un courant de pensée plus large. Certains, à l'image de Serge Audier, considèrent sa doctrine comme appartenant au « socialisme libéral » ; il se réfère notamment à un échange entre Geogres Renard, directeur de La Revue socialiste, et Léon Bourgeois où ce dernier affirmait être un « socialiste libéral, le plus libéral des socialistes ». Pour d'autres, telle Janet Horne, il s'agit davantage d'un « libéralisme social » puisque Léon Bourgeois était étranger à l'idée de lutte des classes et se prononçait en faveur de la paix sociale.
Durant l'entre-deux-guerres, le solidarisme a un impact important sur la pensée politique. Célestin Bouglé, par exemple, publie Le Solidarisme en 1924. Il y rappelle l'opposition des solidaristes à l'abolition de la propriété privée et à la lutte des classes ; mais également la nécessité que l’État intervienne pour corriger la question sociale, qui n'est pas que morale. Néanmoins, après la Seconde Guerre mondiale, l'effondrement du radicalisme entraîne la disparition du solidarisme ; même s'il est parfois considéré comme un précurseur de l’État providence.

### Rapports à la guerre

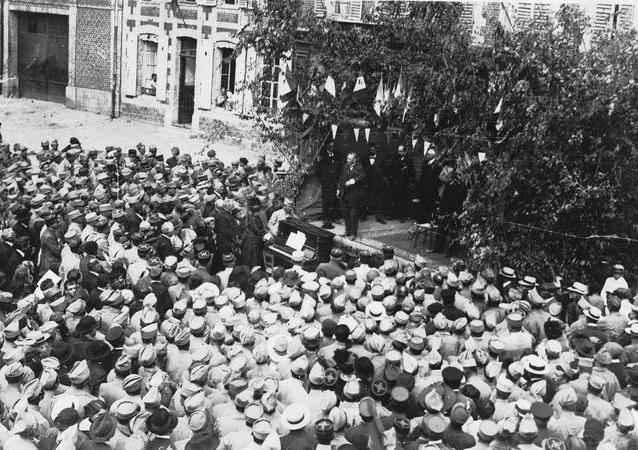
Léon Bourgeois prononçant un discours devant des poilus (Nesle, 1917).

Il restait marqué par son expérience de 1870, il se voulait humaniste et pacifiste, mais se sentait impliqué par la direction de la défense du territoire. Il fut actif comme membre du comité de guerre, comme président du groupe parlementaire des départements envahis, au sein de la commission des dommages de guerre du Sénat, comme vice-président de la commission sénatoriale de l’armée, mais aussi vice-président de la commission sénatoriale des Affaires étrangères et enfin président de la commission sénatoriale d’Alsace-Lorraine. Il s'intéresse au droit international comme membre de la commission interministérielle de droit maritime. Il est un défenseur des Nations et états civilisés contre les états prédateurs. C'est dans cette optique qu'il fut amené à militer pour une SDN universelle.
Il siège à la commission de l'Armée du Sénat lors de la Première Guerre mondiale.

### Franc-maçonnerie
Il fut par ailleurs un membre influent du Grand Orient de France. Initié le 15 juillet 1882 au sein de la loge maçonnique « La Sincérité » sise à Reims, il s'affilie en juillet 1894 à « La Bienfaisance chalonnaise ».

### Sionisme
Léon Bourgeois exprime son soutien au sionisme, déclarant à ce sujet : « Le sionisme ! Certes j'en suis au courant. On devrait l'encourager, le soutenir. […] Être sioniste, cela signifie faire face à l’antisémitisme. »

## Sculpteur
Dès son enfance, Léon Bourgeois se passionne pour les arts. Il était sculpteur et a laissé quelques œuvres dont le buste de sa fille. Une salle non permanente du musée des beaux-arts et d'archéologie de Châlons-en-Champagne lui est consacrée, on peut découvrir des souvenirs, dont son diplôme du prix Nobel.
Le musée Alfred-Canel à Pont-Audemer possède également une de ses sculptures, intitulée Une marchande de volaille à Cernay, d'après une peinture d'E. Dameron.
Par ailleurs, il est l'un des membres d'honneur de la Société Nationale des Beaux-Arts en 1913.

Œuvres de Léon Bourgeois
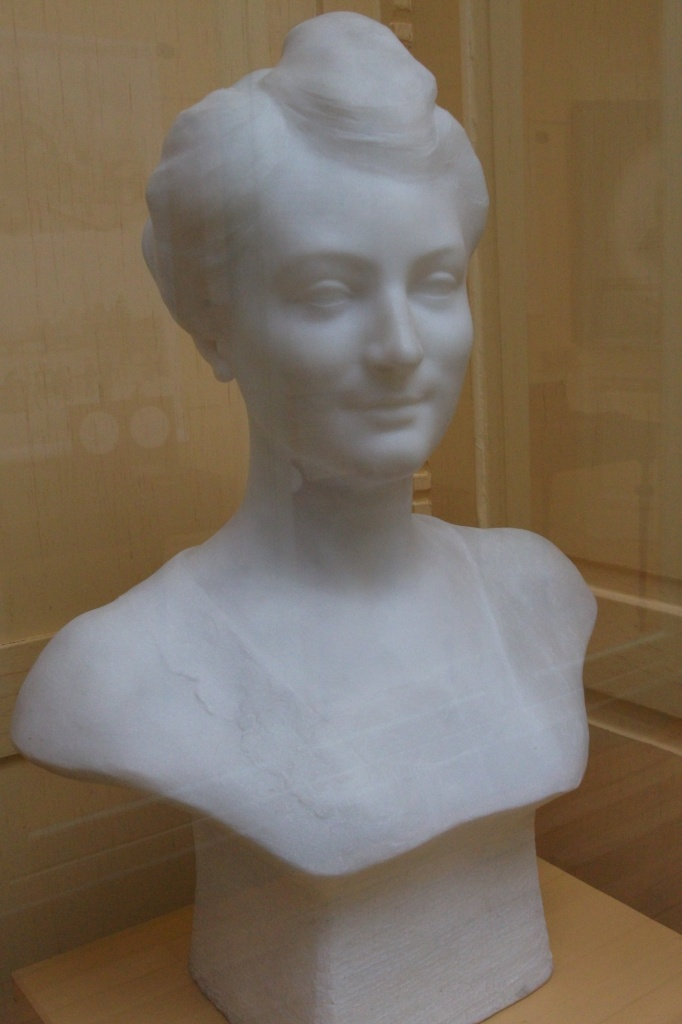
Hélène Bourgeois, sa fille,
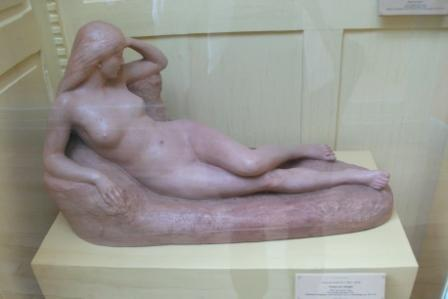
Femme nue
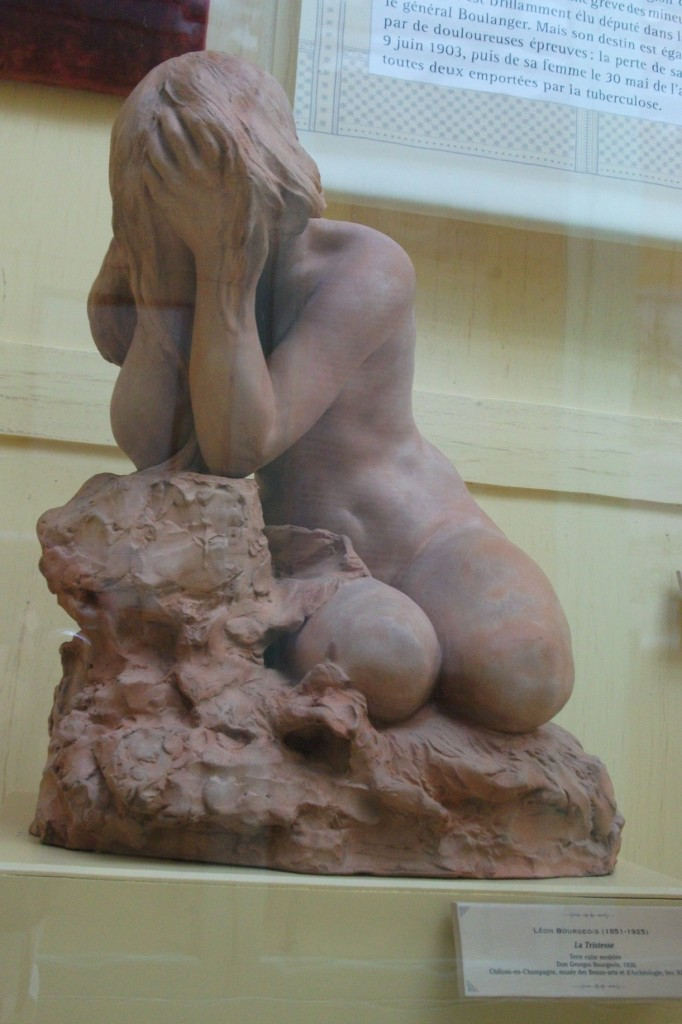
La Tristesse au musée des beaux-arts et d'archéologie de Châlons-en-Champagne.

## Liste des fonctions

Portrait de Léon Bourgeois (non daté).

Son parcours public est riche de postes et titres prestigieux :
- 1880 : Sous-préfet de Reims (arrondissement de Reims)
- 1882 : Préfet du Tarn
- 1883 : Secrétaire général de la préfecture de la Seine
- 1885 : Préfet de la Haute-Garonne
- 1886 : Directeur du personnel au ministère de l'Intérieur
- 1887 : Directeur du personnel au ministère des Affaires départementales et communales
- 1887 : Préfet de police de Paris
- 1888-1905 : Député de la Marne
- 1888 : Sous-secrétaire d'État à l'Intérieur
- 1890 : Ministre de l'Intérieur
- 1890 : Ministre de l'Instruction publique et des Beaux-arts
- 1892 : Ministre de la Justice
- 1894 : Président de la Ligue de l'enseignement jusqu'en 1898
- 1895 : Président du Conseil
- 1895 : Ministre de l'Intérieur
- 1895 : Ministre des Affaires étrangères
- 1898 : Ministre de l'Instruction Publique et des Beaux-arts
- 1899 : Délégué de la France lors de la Première conférence de la Paix de La Haye
- 1900 : Président du Conservatoire national des arts et métiers
- 1900 : Président de la Société d'éducation sociale
- 1902 : Président de la Chambre des Députés
- 1903 : Membre de la Cour d'arbitrage international de La Haye
- 1905-1925 : Sénateur de la Marne
- 1906 : Ministre des Affaires étrangères
- 1907 : Délégué de la France lors de la Seconde conférence de la Paix ou de La Haye
- 1910 : Président du Conservatoire national des arts et métiers
- 1912 : Ministre du Travail
- 1913 : Président du Conservatoire national des arts et métiers
- 1914 : Ministre des Affaires étrangères
- 1915 : Ministre d'État
- 1916 : Ministre du Travail et de la Prévoyance
- 1917 : Ministre d'État et membre du Comité de guerre ; Premier président de la Fédération générale des pupilles de l'Enseignement public (de 1917 à 1925)
- 1919 : Premier président de la Société des Nations
- 1920 : Prix Nobel de la paix
- 1920 : Président du Sénat

Il fut aussi, de 1907 à 1922, le premier président de la Société des Amis du Muséum national d'histoire naturelle. Il fut aussi président de l'Alliance d'hygiène sociale.

## Publications
- Léon Bourgeois, Solidarité, Paris, A. Colin, 1896 (BNF 30146250, lire en ligne)
- Léon Bourgeois, Les Applications de la solidarité sociale, aux bureaux de la Revue (Paris, 1902 (BNF 30146241, lire en ligne)
- Léon Bourgeois, Pour la Société des nations, Paris, E. Fasquelle, 1909 (BNF 37282235, lire en ligne)
- Léon Bourgeois (préf. Ernest Lavisse), La Politique de la prévoyance sociale : L'action, Paris, E. Fasquelle, 1919 (BNF 31856634, lire en ligne)
- Léon Bourgeois, Le Traité de paix de Versailles, Paris, F. Alcan, 1919, 2e éd. (BNF 31856642, lire en ligne)

## Honneurs

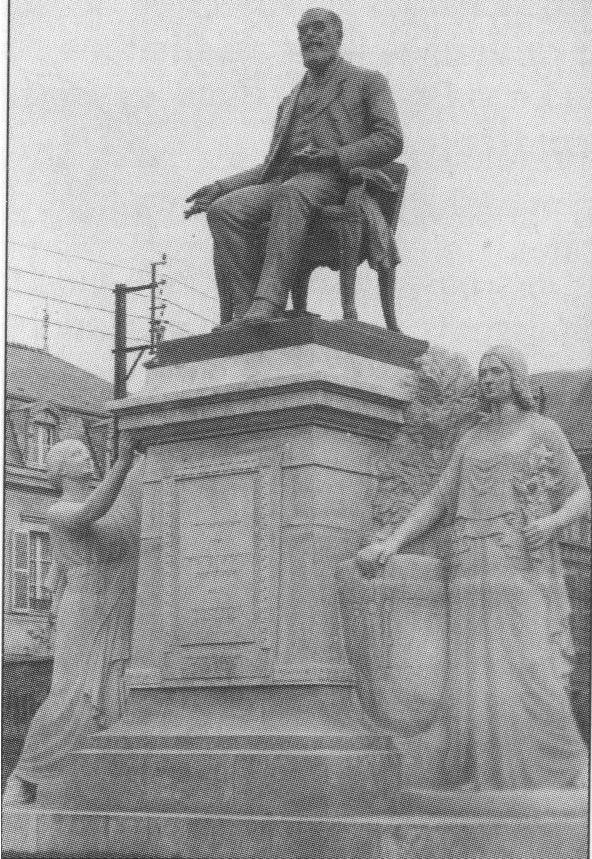
Photographie d'une statue de Léon Bourgeois (Châlons-sur-Marne, 1942) aujourd'hui disparue.

L'importance de son implication dans la vie publique fit que de nombreux hommages lui furent rendus comme :
- Un monument commémoratif avec une statue assise en bronze, sculpté par Horace Daillion avait été érigé en 1933 à Châlons-en-Champagne mais a été refondu lors de l'occupation allemande[49]. La statue de bronze est fondue en 1942, dans le cadre de la mobilisation des métaux non ferreux. Son socle, enlevé en 1969 pour faire un parking, est brisé et déposé sur une pelouse de l'hôpital de Châlons.
- Une plaque, apposée sur l'immeuble de sa naissance, a été dévoilée en mai 2016 par Bruno Juilliard, 1er adjoint de la Mairie de Paris, et Daniel Keller Grand Maître et Président du Conseil de l'Ordre du Grand Orient de France.
- Des voies places ou rues : une voie du 7e arrondissement de Paris ouverte en 1907 en bordure du Champ-de-Mars a reçu le nom d’allée Léon-Bourgeois par arrêté du 10 août 1926, Marseille, Rennes, Toulon, Palaiseau, Châlons-en-Champagne, Reims, Limoges, Castres, Clermont-Ferrand, Luxeuil-les-Bains, Saint-Nazaire, Suresnes, Mulhouse, Saint-Etienne, Valence, Bron, Oullins.
- Des écoles.

### Distinctions
- Officier de la Légion d'honneur (13 juillet 1887)[50]
- Médaille commémorative de la guerre 1870-1871
- Il fut aussi reçu dans[51] :
  - l'Ordre de l'Épi d'or;
  - l'Ordre de la couronne de Siam;
  - l'Ordre royal de l'Étoile polaire;
  - l'Ordre de Saint-Alexandre;
  - l'Ordre de Saint-Alexandre Nevski;
  - l'Ordre de Saint-André ;
  - l'Ordre de l'Étoile de Roumanie;
  - l'Ordre de Simón Bolívar;
  - l'Ordre d'Orange-Nassau.